# Weston-super-Mare & District Football League
Weston-super-Mare & District Football League är en engelsk fotbollsliga baserad runt Weston-super-Mare, grundad 1903. Den har fem divisioner och toppdivisionen Division One ligger på nivå 14 i det engelska ligasystemet.
Ligan är en matarliga till Somerset County Football League.

## Mästare
| Säsong  | Division One                 |
| ------- | ---------------------------- |
| 2004/05 | Blagdon                      |
| 2005/06 | Blagdon                      |
| 2006/07 | Worlebury Spartans           |
| 2007/08 | Hutton                       |
| 2008/09 | Cleeve West Town Res         |
| 2009/10 | Weston St. John's Sports Bar |
| 2010/11 | East Worle                   |

Källa: FA Full-Time